# Diamond-like carbon
Bewerken van Diamond-like carbon (DLC) is een oppervlakte-depositietechniek die resulteert in een heel harde en dunne laag (thin film) over een substraat.
In de oppervlaktebehandelende industrie wordt DLC gezien als een verbijzondering van physical vapor deposition-coatings (PVD). In beide bewerkingen gaat het om het thermisch opdampen van een metaal(legering) op een substraat in een vacuümomgeving. Het resultaat is een heel harde thin film coating met een laag wrijvingscoëfficiënt (goede smeereigenschappen). Bij toepassing van DLC is de opgebrachte laag nóg harder, heeft die laag goede elektrisch-isolerende eigenschappen en goede smeringseigenschappen (een nog lagere wrijvingscoëfficiënt).

## Proces
De producten die met het DLC-proces behandeld worden, zijn in de regel klein, denk aan allerlei verspanend gereedschappen. Verder moeten de producten elektrisch geleidend zijn, zodat het spanningsverschil daarop kan worden overgebracht met als gevolg dat de coating wordt aangetrokken op het product. Dat gebeurt in een vacuümkamer, waar eerst alle lucht wordt uitgepompt om zeker te weten dat er geen verontreiniging in achterblijft. Het gas dat er tijdens het coatproces wordt ingepompt, is acetyleen. Dit gas wordt gebruikt vanwege het koolstofgehalte. Tijdens het proces wordt dit afgezet. 
De laagdikte die met DLC wordt verkregen, is ongeveer anderhalve micrometer. Bij ‘gewone’ PVD is de laagdikte drie micrometer. De procesduur van het opdampen is bij DLC even lang als bij PVD: tussen de zes en zeven uur. 
Voorafgaand aan het DLC-proces moeten de producten zeer goed worden gereinigd. Meestal gebeurt dat met een ultrasoon wasstraat. Ultrasoon betekent dat er trillingen in het water worden gebracht (waarin de producten zich bevinden) die leiden tot kleine explosies van een bepaalde golflengte. Daardoor komt het vuil los van het oppervlak.

## Werktemperatuur
Bij het DLC-proces is de lage temperatuur een voordeel. Veel andere coatingprocessen hebben een werktemperatuur van tussen de 450 en 550 graden Celsius. Heel veel materialen laten zich goed harden bij temperaturen van 250 tot 300 graden. Na het harden mag het materiaal niet meer boven deze 
ontlaattemperatuur komen, want dan wordt de hardheid minder. Met DLC blijft de temperatuur onder de 250 graden.

## Toepassing
DLC wordt vaak toegepast voor allerlei verspanende (snij-, boor- en frees-) gereedschappen die gebruikt worden in de voedingsmiddelen- en farmaceutische industrie. Daar is immers het gebruik van smeermiddelen niet toegestaan.
De eigenschappen van DLC thin film geven een goede toepasbaarheid op matrijsdelen. Een belangrijke eigenschap van DLC is de losbaarheid. Producten komen na het spuitgieten makkelijker los uit de kunststof matrijs dat met DLC is behandeld. Hoogglans-gepolijste onderdelen die een DLC-laag krijgen, blijven hoogglans-gepolijst, dus verliezen niets aan glansgraad. Andere coatings resulteren vaak in een wat matter oppervlak.
DLC wordt ook gebruikt in motoronderdelen, zoals in de voorvork van de Suzuki GSX-R 1000 motorfiets van 2004. Hierdoor ontstond minder stick-slip effect. Ook in latere modellen werd het systeem toegepast.